# Bóng ma ký ức (phim 2015)
Bóng ma ký ức (tiếng Anh: Dark Places) là một bộ phim ly kỳ rùng rợn của đạo diễn Gilles Paquet-Brenner. Kịch bản phim được Paquet-Brenner viết dựa trên tiểu thuyết Dark Places 2009 của Gillian Flynn. Phim có sự tham gia của Charlize Theron, Christina Hendricks, Nicholas Hoult và Chloë Grace Moretz.
Phim được công chiếu tại Hoa Kỳ ngày 7 tháng 8 năm 2015 và Pháp ngày 8 tháng 4 bởi công ty A24. Đây là phim thứ hai mà Theron và Hoult hợp tác đóng sau Max điên: Con đường tử thần. Phim khởi chiếu tại Việt Nam ngày 11 tháng 9 năm 2015.